# Saignon
Saignon – miejscowość i gmina we Francji, w regionie Prowansja-Alpy-Lazurowe Wybrzeże, w departamencie Vaucluse.
Według danych na rok 1990 gminę zamieszkiwało 1018 osób, a gęstość zaludnienia wynosiła 52 osoby/km² (wśród 963 gmin regionu Prowansja-Alpy-W. Lazurowe Saignon plasuje się na 379. miejscu pod względem liczby ludności, natomiast pod względem powierzchni na miejscu 503.).

## Populacja

Populacja Saignon w latach 1962-2008